# Wilhelm Wagner (Diplomat)
Wilhelm Wagner  (* 3. Juli 1884 in Wetterfeld; † 4. November 1949 in Moskau) war ein deutscher Diplomat und Jurist. Über mehrere Jahre übte er das Amt eines Generalkonsuls aus.

## Leben
Aus einer Pfarrerfamilie im Raum Hessen stammend, besuchte Wilhelm Wagner die Gymnasien in Laubach und Darmstadt. Die Schulausbildung schloss er zu Ostern 1903 mit dem Abitur ab und setzte daraufhin seiner Berufsausbildung mit einem Studium der Rechtswissenschaften und der orientalischen Sprachen fort. Die von ihm besuchten Universitäten waren Genf, Gießen und Berlin. Hier besuchte er noch zusätzlich das Seminar für die chinesische Sprache. Das Sprachstudium beendete er im Sommer 1906 mit einer Diplomprüfung für Chinesisch. Ein Jahr später legte er die Erste juristische Staatsprüfung ab und absolvierte vom Sommer 1907 an das pflichtgemäße Referendariat im hessischen Justizdienst. Während dieser Zeit befand er sich ab Oktober 1907 im Militärdienst als Einjährig-Freiwilliger. Mit dem Abschluss dieser Dienstzeit im September 1908 erhielt er eine Einberufung ins preußische Außenministerium.

### Im Auswärtigen Dienst
Ende 1908 begann für Wilhelm Wagner eine Einarbeitungszeit im Auswärtigen Amt in Berlin. Bereits zum Januar 1909 erfolgte von dort sein erster Auslandseinsatz an der deutschen Gesandtschaft in Peking als Dolmetscher Eleve. Im Dolmetscherdienst war er bis Oktober 1913 eingesetzt und wechselte von da nach Shantou (Schwatau) und übernahm dort die kommissarische Leitung des deutschen Konsulats. Bereits nach einem Monat leitete er ab November 1913 dort die Geschäfte und führte sie bis Juni 1914 weiter. Dann erhielt er, noch während seines Heimaturlaubs eine Einberufung zum Militärdienst, den er bis Sommer 1916 absolvierte. Entlassen wurde er im Juli als Oberleutnant d.R. und kehrte an seine Dienststelle im Auswärtigen Am zurück. Eingesetzt wurde er nunmehr in der neu gebildete Abteilung IV (Nachrichten), Bereich Pressezensur und rückte hier im Oktober 1919 in das bei der Presseabteilung (P) angesiedelte Englandreferat vor.
Mit der Umbildung des Auswärtigen Amtes in der Weimarer Republik wurde Wagner 1920 der Kommission für die Wiederherstellung der diplomatischen und wirtschaftlichen Beziehungen mit China zugeteilt. Während dieser Zeit legte er im Sommer 1920 die diplomatisch-konsularische Prüfung ab und wurde ein Jahr später zum Legationssekretär ernannt. Mit der Amtsbezeichnung als Vizekonsul erhielt er im Sommer 1921 die Entsendung nach Peking, wo er vorerst an der neu eröffneten deutsche Gesandtschaft für drei Monate zum Einsatz kam. Hier erfolgte im August seine Ernennung zum Legationssekretär und er erhielt den Auftrag zur Wiedereinrichtung der Gesandtschaft in Canton. Hier verblieb er von September 1921 bis Juli 1922 und bekam dann für ein Jahr bis Mai 1923 die kommissarische Leitung übertragen. Von dort wechselte er nach Wladiwostok und hatte auch hier die Aufgabe zur Wiedereinrichtung der konsularischen Geschäfte zu erledigen. Mit der Amtsbezeichnung als Konsul übernahm er Anfang 1925 vor Ort die Leitung des Konsulats.
Wieder nach Berlin zurückgekehrt wurde Wilhelm Wagner ab Sommer 1925 im Auswärtigen Amt kommissarisch eingesetzt. Dabei begleitete er ab Juni für mehrere Wochen die Delegation des chinesischen Generals Xu Shuzheng (1880–1925) bei seinem Aufenthalt in Deutschland. Nach seiner Rückkehr wurde der General von einem Mitglied der Feng Yuxiang Streitkräfte entführt und anschließend ermordet. Ab Herbst 1925 bekam Wagner einen weiteren Auftrag zur Wiedereinrichtung eines immer noch geschlossenen Konsulates. Das erfolgte ab November in Hongkong und nach vollzogener Anmeldung übernahm er bis Sommer 1928 dort selbst die Geschäfte. Ab Ende August kehrte er an die Gesandtschaft nach Peking zurück und wurde zum September an das Generalkonsulat in Shanghai entsandt, um von dort die Verbindungen zur bestehenden chinesischen Nationalregierung aufrechtzuerhalten. Diese Aufgabe als Verbindungsmann des deutschen Auswärtigen Amtes übte er für ein Jahr aus, führte währenddessen die Amtsbezeichnung eines Gesandtschaftsrates und wurde im September zum Gesandtschaftsrat II. Klasse ernannt. Im März 1929 erhielt Wagner dann die kommissarische Leitung der Gesandtschaft in Canton. Ab Juli 1929 übernahm er hier als Generalkonsul die Geschäfte vollständig übertragen. Seine Ernennung zum Generalkonsul erfolgte im Mai 1930 und er war während dieser Zeit zugleich für das Konsulat in Macau zuständig. Nach fünf Jahren Amtszeit wechselte Wagner zum März 1934 ans Generalkonsulat nach Kobe, das er bis Herbst 1938 führte. Während dieser Amtszeit trat er im Oktober 1934 der NSDAP bei. Von Osaka-Kobe aus erhielt er eine Entsendung nach Hsinking (Changchun). Hier bestand anfangs seine Aufgabe in der Umwandlung der bisherigen Handelsvertretung von Hsinking in eine deutsche Gesandtschaft. Ab November 1938 hatte er hier die Geschäftsträgerschaft inne und behielt sie bis Mai 1945. In seiner Position als deutscher Gesandter hielt er in dieser Zeit engen Kontakt zur Ostasiatischen Gesellschaft (OAG), die ihren Sitz in Tokyo hatte und rief 1943 zur Gründung einer Regionalgruppe für Mandschukuo auf. Auch nach der Auflösung der diplomatischen Vertretungen des „Dritten Reiches“ verblieb Wagner in der Stadt und wurde hier in Haft genommen. Vom 12. August 1945 an befand er sich in sowjetischer Haft. 
Am 4. November 1949 verstarb Wilhelm Wagner in Moskau.

### Familie
Verheiratet war Wilhelm Wagner seit 1920 mit der österreichischen Staatsbürgerin Elisabeth Richly.

## Schriften
- Über das Recht der Fremden, in China sich aufzuhalten und niederzulassen, Giessen 1917.
- Aufenthalt und Niederlassung Fremder in China, Schriften des deutsch-chinesischen Verbandes Nr. 4, Curtius Verlag Berlin 1918.